# Coppa Bernocchi 1935
La Coppa Bernocchi 1935, diciassettesima edizione della corsa, si svolse il 29 settembre 1935 su un percorso di 272,7 km con partenza e arrivo a Legnano. Fu vinta dall'italiano Gino Bartali, che terminò la gara in 7h45'00", alla media di 35,187 km/h, precedendo in volata ristretta i connazionali Aldo Bini e Rinaldo Gerini. Conclusero la prova 22 dei 71 ciclisti al via.
Organizzata come di consueto dall'Unione Sportiva Legnanese e aperta a professionisti e indipendenti, fu valida come ottava delle nove prove del campionato italiano 1935.

## Percorso
Partita da Legnano, la corsa si avviò verso Gallarate e Sesto Calende, e da qui, oltrepassato il Ticino, a Comignago, Gattico, Borgomanero e Romagnano Sesia; si risalì quindi la Sesia fino a Borgosesia, per affrontare il Colle della Cremosina (primo Gran Premio della Montagna) e scendere fino a Omegna e Gravellona Toce. Da qui il percorso costeggiò in verso antiorario il Lago Maggiore, passando da Baveno, Stresa, Belgirate, Arona, Sesto Calende e Angera; lasciato il lago, si risalì a Gavirate e Varese fino a Malnate: da qui salita verso Viggiù (secondo G.P.M.), discesa a Bisuschio, risalita a Ganna, discesa fino a Grantola e risalita al Brinzio, terzo e ultimo G.P.M. di giornata. Infine, discesa su Varese e rientro, via Gallarate, a Legnano, sede del traguardo dopo 272,7 km di gara.

## Ordine d'arrivo (Top 10)
| Pos. | Corridore          | Squadra    | Tempo      |
| ---- | ------------------ | ---------- | ---------- |
| 1    | Gino Bartali       | Fréjus     | 7h45'00"   |
| 2    | Aldo Bini          | Maino      | s.t.       |
| 3    | Rinaldo Gerini     | Maino      | a 20 metri |
| 4    | Angelo Varetto     | S.C. Vigor | a 27"      |
| 5    | Giuseppe Olmo      | Bianchi    | s.t.       |
| 6    | Isidoro Piubellini | Legnano    | s.t.       |
| 7    | Giovanni Gotti     | Legnano    | s.t.       |
| 8    | Michele Benente    | Gloria     | s.t.       |
| 9    | Fausto Montesi     | Gloria     | s.t.       |
| 10   | Enrico Mollo       | Gloria     | s.t.       |